# Bob Warren
Robert G. "Bob" Warren (Murray, Kentucky, 17 de julio de 1946 - Hardin, Kentucky, 25 de agosto de 2014) fue un jugador de baloncesto estadounidense que disputó ocho temporadas en la ABA. Con 1.96 metros de estatura, jugaba en la posición de escolta.

## Trayectoria deportiva

### Universidad
Jugó durante tres temporadas con los Commodores de la Universidad Vanderbilt, en las que promedió 10,0 puntos y 6,2 rebotes por partido.

### Profesional
Fue elegido en la cuadragésimo séptima posición del Draft de la NBA de 1968 por Atlanta Hawks, y también por Los Angeles Stars en el draft de la ABA, fichando por estos últimos. En su primera temporada en el equipo se hizo con el puesto de titular, y promedió 11,8 puntos y 4,3 rebotes por partido.
En 1970 fue traspasado, junto con Craig Raymond a los Memphis Pros a cambio de Red Robbins y Mike Butler. Una lesión le impidió termonar su primera temporada, pero en la siguiente hizo sus mejores números como profesional, promediando 17,4 puntos y 5,4 rebotes por partido, hasta que fue traspasado en enero de 1972 junto con Tom Owens y Wendell Ladner a los Carolina Cougars a cambio de Randy Denton, George Lehmann y Warren Davis. Pero apenas unas semanas después fue nuevamente traspasado a Dallas Chaparrals a cambio de Steve Jones.
Su estancia en el equipo texano fue también efímera, ya que únicamente jugó nueve partidos, en los que promedió 7,8 puntos y 2,4 rebotes, antes de ser traspasado a su primer equipo, ahora bajo la denominación de Utah Stars, a cambio de Larry Jones.
Tampoco duró demasiado su paso por los Stars, ya que al término de la temporada lo enviaron a San Antonio Spurs a cambio de una futura elección en el draft, y estos, dos años después lo incluyeron en el paquete de jugadores junto a Rich Jones, Chuck Terry y Kim Hughes que enviaron a New Jersey Nets a cambio de Billy Paultz, equipo donde no llegó a jugar, ya que directamente lo envió a los San Diego Sails a cambio de Tim Bassett. Pero en su nuevo equipo tampoco tuvo demasiadas oportunidades, ya que tras 11 partidos, el equipo desapareció debido a problemas económicos derivados de la falta de afluencia de espectadores. Hasta ese momento había promediado 10,1 puntos y 5,9 rebotes.

## Estadísticas de su carrera en la ABA

### Temporada regular
| Temporada | Edad | Equipo            | Liga | Pos. | P   | TIT | MIN  | TC  | TCA  | %TC  | 3P  | 3PA | %3P   | 2P  | 2PA  | %2P  | TL  | TLA | %TL  | R.OF. | R.DEF. | REB | ASIS | ROB | TAP | PER | FP  | PTS  |
| 1968-69   | 22   | Los Angeles Stars | ABA  | SG   | 76  |     | 26.9 | 3.8 | 8.5  | .442 | 0.4 | 1.2 | .348  | 3.3 | 7.3  | .457 | 3.9 | 5.1 | .771 | 1.9   | 2.7    | 4.6 | 2.0  |     |     | 2.3 | 3.3 | 11.8 |
| 1969-70   | 23   | Los Angeles Stars | ABA  | SG   | 72  |     | 23.2 | 3.7 | 9.0  | .411 | 0.3 | 1.5 | .234  | 3.3 | 7.5  | .446 | 2.4 | 3.3 | .739 | 1.7   | 2.2    | 3.8 | 2.0  |     |     | 2.1 | 2.6 | 10.2 |
| 1970-71   | 24   | Memphis Pros      | ABA  | SG   | 46  |     | 16.6 | 3.2 | 8.0  | .398 | 0.5 | 1.8 | .259  | 2.7 | 6.2  | .437 | 2.3 | 2.9 | .805 | 1.5   | 1.6    | 3.1 | 1.8  |     |     | 1.6 | 1.9 | 9.1  |
| 1971-72   | 25   | TOTAL             | ABA  | SG   | 75  |     | 24.0 | 4.2 | 9.4  | .443 | 0.1 | 0.7 | .200  | 4.0 | 8.7  | .463 | 2.8 | 3.6 | .795 | 1.9   | 1.6    | 3.5 | 2.4  |     |     | 1.9 | 2.2 | 11.3 |
| 1971-72   | 25   | Memphis Pros      | ABA  | SG   | 38  |     | 34.2 | 6.3 | 14.2 | .444 | 0.2 | 1.0 | .211  | 6.1 | 13.2 | .462 | 4.6 | 5.8 | .795 | 3.2   | 2.2    | 5.4 | 3.6  |     |     | 2.8 | 2.8 | 17.4 |
| 1971-72   | 25   | Carolina Cougars  | ABA  | SG   | 37  |     | 13.5 | 2.0 | 4.5  | .437 | 0.1 | 0.5 | .176  | 1.9 | 4.1  | .467 | 1.1 | 1.3 | .796 | 0.5   | 0.9    | 1.5 | 1.2  |     |     | 0.9 | 1.6 | 5.1  |
| 1972-73   | 26   | TOTAL             | ABA  | SG   | 77  |     | 20.4 | 3.2 | 6.5  | .484 | 0.1 | 0.2 | .263  | 3.1 | 6.3  | .493 | 3.1 | 3.6 | .861 | 1.2   | 1.9    | 3.1 | 1.9  |     |     | 1.9 | 2.8 | 9.5  |
| 1972-73   | 26   | Carolina Cougars  | ABA  | SG   | 17  |     | 20.8 | 3.2 | 6.2  | .509 | 0.0 | 0.0 |       | 3.2 | 6.2  | .509 | 2.9 | 3.5 | .817 | 1.5   | 2.3    | 3.8 | 1.3  |     |     | 1.9 | 2.5 | 9.2  |
| 1972-73   | 26   | Dallas Chaparrals | ABA  | SG   | 9   |     | 19.1 | 2.2 | 5.9  | .377 | 0.1 | 0.1 | 1.000 | 2.1 | 5.8  | .365 | 3.2 | 3.8 | .853 | 1.0   | 1.4    | 2.4 | 1.8  |     |     | 1.8 | 2.8 | 7.8  |
| 1972-73   | 26   | Utah Stars        | ABA  | SG   | 51  |     | 20.5 | 3.3 | 6.8  | .493 | 0.1 | 0.4 | .222  | 3.3 | 6.4  | .508 | 3.1 | 3.5 | .878 | 1.1   | 1.9    | 3.0 | 2.1  |     |     | 1.8 | 2.8 | 9.8  |
| 1973-74   | 27   | TOTAL             | ABA  | SG   | 59  |     | 13.5 | 1.9 | 4.3  | .431 | 0.0 | 0.1 | .000  | 1.9 | 4.2  | .442 | 1.1 | 1.2 | .863 | 0.9   | 0.9    | 1.8 | 1.3  | 0.4 | 0.2 | 1.1 | 1.2 | 4.8  |
| 1973-74   | 27   | Utah Stars        | ABA  | SG   | 23  |     | 13.6 | 2.1 | 5.3  | .405 | 0.0 | 0.2 | .000  | 2.1 | 5.0  | .422 | 1.3 | 1.7 | .816 | 1.2   | 0.7    | 1.9 | 1.6  | 0.5 | 0.3 | 1.4 | 1.4 | 5.6  |
| 1973-74   | 27   | San Antonio Spurs | ABA  | SG   | 36  |     | 13.5 | 1.7 | 3.7  | .455 | 0.0 | 0.0 | .000  | 1.7 | 3.7  | .459 | 0.9 | 1.0 | .914 | 0.7   | 1.0    | 1.7 | 1.1  | 0.3 | 0.1 | 0.8 | 1.1 | 4.3  |
| 1974-75   | 28   | San Antonio Spurs | ABA  | SG   | 71  |     | 14.0 | 1.8 | 3.7  | .479 | 0.0 | 0.1 | .286  | 1.8 | 3.6  | .484 | 1.1 | 1.3 | .846 | 0.6   | 1.0    | 1.6 | 1.3  | 0.5 | 0.1 | 1.0 | 1.5 | 4.7  |
| 1975-76   | 29   | San Diego Sails   | ABA  | SG   | 10  |     | 26.5 | 3.6 | 8.1  | .444 | 0.1 | 0.3 | .333  | 3.5 | 7.8  | .449 | 2.8 | 3.2 | .875 | 2.7   | 3.2    | 5.9 | 2.3  | 0.9 | 0.6 | 2.3 | 3.5 | 10.1 |
| Total     |      |                   | ABA  |      | 486 |     | 20.4 | 3.1 | 7.1  | .440 | 0.2 | 0.8 | .262  | 2.9 | 6.4  | .461 | 2.5 | 3.1 | .801 | 1.4   | 1.8    | 3.2 | 1.8  | 0.5 | 0.2 | 1.7 | 2.3 | 8.9  |

### Playoffs
| Temporada | Edad | Equipo            | Liga | Pos. | P  | TIT | MIN  | TC  | TCA  | %TC  | 3P  | 3PA | %3P  | 2P  | 2PA | %2P  | TL  | TLA | %TL   | R.OF. | R.DEF. | REB | ASIS | ROB | TAP | PER | FP  | PTS  |
| 1969-70   | 23   | Los Angeles Stars | ABA  | SG   | 17 |     | 33.9 | 5.6 | 13.1 | .430 | 0.9 | 3.2 | .278 | 4.8 | 9.9 | .479 | 2.9 | 3.8 | .766  |       |        | 7.5 | 3.9  |     |     | 2.2 | 3.2 | 15.1 |
| 1972-73   | 26   | Utah Stars        | ABA  | SG   | 10 |     | 22.1 | 3.2 | 6.8  | .471 | 0.2 | 0.4 | .500 | 3.0 | 6.4 | .469 | 2.9 | 3.2 | .906  | 1.4   | 2.5    | 3.9 | 1.6  |     |     | 2.0 | 3.3 | 9.5  |
| 1973-74   | 27   | San Antonio Spurs | ABA  | SG   | 7  |     | 19.0 | 2.0 | 4.1  | .483 | 0.0 | 0.0 |      | 2.0 | 4.1 | .483 | 1.1 | 1.1 | 1.000 | 1.3   | 1.7    | 3.0 | 1.3  | 0.3 | 0.3 | 1.3 | 3.0 | 5.1  |
| 1974-75   | 28   | San Antonio Spurs | ABA  | SG   | 1  |     | 5.0  | 0.0 | 1.0  | .000 | 0.0 | 0.0 |      | 0.0 | 1.0 | .000 | 0.0 | 0.0 |       | 0.0   | 0.0    | 0.0 | 0.0  | 0.0 | 0.0 | 1.0 | 0.0 | 0.0  |
| Total     |      |                   | ABA  |      | 35 |     | 26.7 | 4.1 | 9.2  | .442 | 0.5 | 1.7 | .293 | 3.6 | 7.5 | .475 | 2.5 | 3.0 | .827  | 1.3   | 2.1    | 5.3 | 2.6  | 0.3 | 0.3 | 1.9 | 3.1 | 11.1 |